# 石井スポーツ
株式会社石井スポーツ（いしいスポーツ、英: Ishii Sports Co., Ltd.）は、東京都新宿区に本社のあるスポーツ用品店である。全国に35店舗を有し、中でも登山用品及びスキー用品に強みを持つ。
2009年には、閉店した（旧）IBS石井スポーツ（横浜本店、名古屋店、大阪店、福岡店）の経営を引き継いだ。
著名なスキーヤーや登山家と所属契約を結んでいる。

## 沿革
- 1950年 - 創業者石井千秋が東京都新宿区大久保で登山靴スキー靴の製造販売を開始
- 1964年 - 株式会社ICI石井スポーツ（旧社）設立[注 1]
- 1999年11月 - 株式会社アイディーエスを分割統合
- 2007年 - 横田正利代表取締役社長退任、松山盟代表取締役社長就任
- 2009年9月 - 株式会社IBS石井スポーツ[注 2]を買収
- 2010年6月 - ICI石井スポーツ登山学校開設[2]
- 2013年10月 - 株式会社アート・スポーツと業務提携[3]
- 2016年10月 - アドバンテッジパートナーズが出資する株式会社ICI石井スポーツ（新社）が株式会社ICI石井スポーツ（旧社）を吸収合併、新社の代表取締役社長に荒川勉が就任[注 3]
- 2017年5月 - 破産した株式会社アート・スポーツの事業を譲受する[3]
- 2018年10月 - 店舗ブランドを「ICI石井スポーツ」から「Mt.石井スポーツ」に変更[5]。
- 2019年4月 - ヨドバシホールディングスがアドバンテッジパートナーズらからICI石井スポーツの全株式を買収[6]
- 2019年6月 - 株式会社石井スポーツに社名変更、本社を東京都新宿区新宿5丁目3番1号（ヨドバシホールディングス本社ビル）に移転。
- 2019年8月26日 - ヨドバシゴールドポイントカードの共通利用を開始[7]。

## 所属アスリート
- 三浦雄一郎（プロスキーヤー、冒険家）
- 佐々木明[8]（オールマウンテンスキーヤー）
- 伊東秀人（プロスキーヤー）
- 奥田仁一（クライマー）
- 天野和明（クライマー、日本人初ピオレドール賞受賞者の1人）
- 平出和也（クライマー、日本人初ピオレドール賞受賞者の1人）
- 角谷道弘（国際山岳ガイド）

## 不祥事
2016年7月、登山の講習会を無登録で企画運営したとして、旅行業法違反容疑で同社の社長ら男女7人が警視庁四谷署に書類送検された。旅行業の登録を受けないまま、同2月から5月の計3回にわたって、長野、群馬、神奈川県内の宿泊施設に対し登山客の予約の手配を行い報酬を受け取っており、同署が複数回指導したが改善されなかったため摘発したという。